# Rathaus Neumarkt (Schlesien)

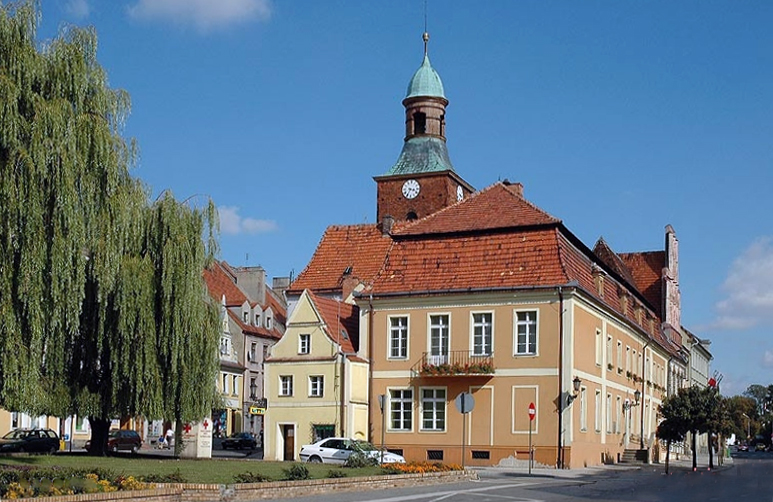
Ehemaliges Rathaus Neumarkt / Środa Śląska

Im historischen Rathaus von Neumarkt in Schlesien (polnisch Ratusz w Środzie Śląskiej) war seit den 1920er Jahren bis 1945 das städtische Heimatmuseum untergebracht. Nach dem Übergang an Polen 1945 wurde es 1964 als Muzeum Regionalne w Środzie Śląskiej neu gegründet.

## Geschichte
Der Bau steht an der zentralen Marktstraße. Im Unterschied zu den meisten schlesischen Städten verfügt Neumarkt über
keinen zentralen Marktplatz stattdessen verläuft eine breite Marktstraße in der West-Ost-Achse der Stadt.
Der bis heute erhaltene Mittelbau ist erstmals als Kauf- und Leinwandhaus erwähnt, das bis auf das Jahr 1283 zurückgehen soll. Um 1350 wurden Reichkrämer und Heringsbuden und zu dieser Zeit entstand vermutlich auch das gemauerte Rathaus mit Turm. Die Existenz des Turms ist durch einen Beleg für die darin untergebrachte Folterkammer 1423 erwiesen. Im 15. Jahrhundert wurde der Bau zu einer L-förmigen Anlage umgebaut. Konservierungsarbeiten 1935 und nach 1990 stellten wieder einen ursprünglichen Bauzustand her.

## Bauwerk
Der Rathausblock besteht aus vier Gebäuden. In beiden Flügeln teilen Durchfahrten die unteren Geschosse in jeweils drei Räume. Das Hauptgebäude war mit einem Giebel im gotischen Stil geschmückt; die übrigen Wände wurden von Attiken mit Schießscharten gestaltet. Die südwestliche Ecke des Baus bildet ein zweigeschossiger Bau im Stil der Renaissance. Besonders herausgehoben ist der nördliche Gebäudetrakt mit der gewölbten Durchfahrt und Schießscharten. Das Rathaus selbst hebt sich nur durch den mit neuer Haube versehenen Turm von den umgebenden Häusern ab.

## Innenausstattung
Ein Flügel hat im Obergeschoss einen Saal mit Kreuzrippengewölbe. In den Räumen wurden Fragmente von Polychromien aus der Renaissance gefunden. Am Turm erinnert die doppelte Tür und zahlreiche Inschriften und Zeichnungen an die vormalige Funktion als Gefängnis.